# 우예찬
우예찬(1996년 3월 30일 ~ ) 은 대한민국의 축구선수이다. 포지션은 미드필더이다. 현재 K3리그 포천시민축구단에서 뛰고 있다.